# لوک دورنر
لوک دورنر (انگلیسی: Luke Doerner؛ زادهٔ ) ورزشکار هاکی روی چمن اهل استرالیا است.
وی در مسابقات کشوری و بین‌المللی در مجموع برندهٔ ۷ مدال طلا، ۲ مدال نقره، ۱ مدال برنز شده‌است.